# Zoysieae
Zoysieae, tribus trajnica iz porodice trava, dio potporodice Chloridoideae. Postoje četiri vrste unutar dva podtribusa. Tribus je opisan 1881.

## Podtribusi
1. Subtribus Sporobolinae Benth.
  1. Psilolemma S. M. Phillips (1 sp.)
  2. Sporobolus R. Br. (226 spp.)
2. Subtribus Zoysiinae Benth.
  1. Urochondra C. E. Hubb. (1 sp.)
  2. Zoysia Willd. (9 spp.)